# Zach Nutall
Zachary Markeith "Zach" Nutall (Bryan, Texas; 16 de diciembre de 1999) es un baloncestista estadounidense que pertenece a la plantilla del Beijing Ducks de la CBA china. Con 1,91 metros de estatura, juega en la posición de base. 

## Trayectoria deportiva

### Universidad
Jugó tres temporadas con los Bearkats de la Universidad Estatal Sam Houston, en las que promedió 13,4 puntos, 4,4 rebotes, 1,5 asistencias y 1,0 robos de balón por partido. En su tercera temporada, tras promediar 19,3 puntos y 5,7 rebotes por partido, fue elegido Jugador del Año de la Southland Conference, además dse ser incluido en el mejor quinteto de la conferencia.
En 2021 pidió ser incluido en el portal de transferencias de la NCAA, y acabó en los Mustangs de la Universidad Metodista del Sur. Allí disputó dos temporadas más, en las que promedió 9,9 puntos, 3,3 rebotes y 2,1 asistencias por partido.

#### Estadísticas
| Año     | Equipo            | PJ  | PT  | MPP  | %TC  | %3P  | %TL  | RPP | APP | ROB | TPP | PPP  |
| ------- | ----------------- | --- | --- | ---- | ---- | ---- | ---- | --- | --- | --- | --- | ---- |
| 2018–19 | Sam Houston State | 33  | 1   | 17.1 | .459 | .372 | .577 | 3.2 | .9  | .6  | .3  | 6.6  |
| 2019–20 | Sam Houston State | 30  | 30  | 30.1 | .454 | .328 | .729 | 4.4 | 2.0 | 1.5 | .2  | 15.4 |
| 2020–21 | Sam Houston State | 28  | 28  | 29.2 | .439 | .372 | .696 | 5.7 | 1.8 | 1.0 | .3  | 19.3 |
| 2021–22 | SMU               | 33  | 29  | 24.0 | .352 | .325 | .528 | 3.7 | 1.5 | .5  | .1  | 6.8  |
| 2022–23 | SMU               | 32  | 32  | 31.7 | .390 | .326 | .765 | 2.9 | 2.7 | 1.1 | .4  | 13.2 |
| Total   | Total             | 156 | 120 | 26.2 | .422 | .343 | .699 | 3.9 | 1.8 | .9  | .3  | 11.9 |

### Profesional
Tras no ser elegido en el Draft de la NBA de 2023, el 5 de agosto firmó su primer contrato profesional con el HKK Široki de la Liga de Bosnia y Herzegovina.ref>«Nutall's pro career starts at Siroki». Eurobasket.com. 5 de agosto de 2023. Consultado el 20 de febrero de 2025.</ref> Allí jugó una temporafa en la que promedió 17,9 puntos y 3,7 rebotes por partido.
El 1 de julio de 2024 fichó por el Nizhny Novgorod de la VTB United League. El 19 de febrero de 2025 se desvinculó del equipo ruso. Estaba promediando 16,6 puntos y 3,2 rebotes por partido. El 27 de febrero firmó con los Beijing Ducks de la Chinese Basketball Association (CBA).